# Wish I Could Dream It Again...
Wish I Could Dream It Again è il primo album della progressive death metal/gothic metal band italiana Novembre.

## Tracce
1. The Dream Of The Old Boats
2. Novembre / Its Blood
3. Night / At Once
4. Let Me Hate
5. Sirens in Filth
6. Swim Seagull in the Sky
7. The Music
8. Nostalgia / Its Gaze
9. Behind My Window / My Seas of South
10. Christal

## Formazione
- Carmelo Orlando - chitarra, voce
- Giuseppe Orlando - batteria
- Fabio Vignati - basso
- Antonio Poletti - chitarra
- Thomas Negrini - tastiere